# Kuboformalismen
Kuboformalismen är en formalism som beskriver en kvantobservabels linjära respons till följd av en tidsberoende störning. Formalismen kan till exempel användas för att beräkna ett systems konduktivitet (både elektrisk och termisk) eller susceptibilitet (både elektrisk och magnetisk). Den har fått sitt namn efter den japanske fysikern Ryogo Kubo.

## Kuboformeln

### Respons i tidsdomänen
Om ett system, som beskrivs av en (tidsoberoende) Hamiltonoperator {\displaystyle {\hat {H}}^{(0)}}, i jämvikt utsätts för en tidsberoende störning {\displaystyle {\hat {H}}^{(1)}(t)={\hat {B}}\lambda (t)}, till exempel ett externt elektriskt eller magnetiskt fält, ges förändringen i en kvantobservabels väntevärde vid tiden {\displaystyle t} av
| Kuboformeln för linjär respons hos en kvantobservabel (tidsdomänen) {\displaystyle \Delta \langle {\hat {A}}\rangle _{t}=\int _{-\infty }^{\infty }dt'\chi _{AB}(t,t')\lambda (t')} där den linjära responsfunktionen ges av {\displaystyle \chi _{AB}(t,t')=-{\frac {i}{\hbar }}\theta (t-t')\langle [{\hat {A}}_{I}(t),{\hat {B}}_{I}(t')]\rangle _{0}} |
där {\displaystyle \theta (t)} är Heavisides stegfunktion, {\displaystyle {\hat {A}}_{I}(t),{\hat {B}}_{I}(t)} är operatorer i växelverkansbilden, {\displaystyle [\cdot ,\cdot ]} är en kommutator och {\displaystyle \langle \cdot \rangle _{0}} betecknar jämviktsväntevärdet med avseende på Hamiltonoperatorn {\displaystyle {\hat {H}}^{(0)}}. Notera att {\displaystyle \theta (t-t')} garanterar att den linjära responsen är kausal; kvantobservabelns väntevärde vid en viss tidpunkt kan inte påverkas av störningar vid senare tidpunkter.
Kuboformeln gäller endast om störningen är svag, det vill säga högre ordningens effekter måste vara försumbara. Om systemet utsätts för flera olika störningar, {\displaystyle {\hat {H}}^{(1)}(t)=\sum _{i}{\hat {B}}_{i}\lambda _{i}(t)}, ges den totala responsfunktionen av {\displaystyle \chi _{AB}(t,t')=\sum _{i}\chi _{AB_{i}}(t,t')} eftersom störningarnas inverkan på systemet är oberoende av varandra i den linjära responsregimen.
Om {\displaystyle {\hat {H}}^{(0)}}, {\displaystyle {\hat {A}}} och {\displaystyle {\hat {B}}} är tidsoberoende i Schrödingerbilden och det ostörda systemet är i jämvikt, det vill säga beskrivs av täthetsmatrisen {\displaystyle \rho =\exp \left(-\beta {\hat {H}}^{(0)}\right)/Z} med tillståndssumman {\displaystyle Z={\text{tr}}\left(\exp(-\beta {\hat {H}}^{(0)})\right)}, är systemet stationärt och responsfunktionen blir följaktligen tidsinvariant:
{\displaystyle \chi _{AB}(t,t')=\chi _{AB}(t-t')=-{\frac {i}{\hbar }}\theta (t-t')\langle [{\hat {A}}_{I}(t-t'),{\hat {B}}_{I}(0)]\rangle _{0}.}
Notera att en kvantobservabels respons i detta fall ges av en faltning mellan störningen och responsfunktionen.

### Respons i frekvensdomänen
För system som är stationära, och vars responsfunktioner därmed är tidsinvarianta, kan responsen till följd av en störning beskrivas särskilt enkelt i frekvensdomänen:
| Kuboformeln för linjär respons hos en kvantobservabel (frekvensdomänen) {\displaystyle \Delta \langle {\hat {A}}\rangle _{\omega }=\chi _{AB}(\omega )\lambda (\omega )} där den linjära responsfunktionen ges av {\displaystyle \chi _{AB}(\omega )={\mathcal {F}}\left(\chi _{AB}(t-t')\right)(\omega )} |
där {\displaystyle \lambda (\omega )={\mathcal {F}}(\lambda (t))(\omega )} och {\displaystyle {\mathcal {F}}} betecknar Fouriertransformen.

## Härledning
Kuboformeln kan härledas genom växelverkansbilden; nedan betecknar indexet {\displaystyle I} operatorer i växelverkansbilden. Väntevärdet för en kvantobservabel, som representeras av en operator {\displaystyle {\hat {A}}}, ges vid tiden {\displaystyle t} av
{\displaystyle \langle {\hat {A}}\rangle _{t}={\text{tr}}\left({\hat {A}}_{I}(t)\rho _{I}(t)\right)}
där {\displaystyle \rho _{I}(t)} betecknar systemets täthetsmatris. Kuboformalismen förutsätter att störningen på systemet slås på adiabatiskt och att omgivningens inverkan på systemet kan försummas, det vill säga systemet kan ses som slutet. Detta göra att tidsutvecklingen för täthetsmatrisen ges av Liouville–von Neumann-ekvationen:
{\displaystyle {\frac {d\rho _{I}(t)}{dt}}=-{\frac {i}{\hbar }}[{\hat {B}}_{I}(t)\lambda (t),\rho _{I}(t)]=-{\frac {i}{\hbar }}[{\hat {B}}_{I}(t),\rho _{I}(t)]\lambda (t)}
där {\displaystyle {\hat {B}}_{I}(t)\lambda (t)} betecknar störningen. Den formella lösningen till Liouville–von Neumann-ekvationen ges till första ordningen (vilket är tillräckligt om störningen är svag) av
{\displaystyle \rho _{I}(t)=\rho _{I}(t_{0})-{\frac {i}{\hbar }}\int _{t_{0}}^{t}dt'[{\hat {B}}_{I}(t'),\rho _{I}(t_{0})]\lambda (t').}
Om {\displaystyle t_{0}} betecknar tidpunkten då störningen slås på, gäller att {\displaystyle {\text{tr}}\left({\hat {A}}_{I}(t_{0})\rho _{I}(t_{0})\right)} är väntevärdet på {\displaystyle {\hat {A}}} för det ostörda systemet. Skillnaden i väntevärde mellan det störda och det ostörda systemet vid en viss tidpunkt {\displaystyle t>t_{0}}, {\displaystyle \Delta \langle {\hat {A}}\rangle _{t}={\text{tr}}\left({\hat {A}}_{I}(t)\rho _{I}(t)\right)-{\text{tr}}\left({\hat {A}}_{I}(t_{0})\rho _{I}(t_{0})\right)}, ges nu av
{\displaystyle \Delta \langle {\hat {A}}\rangle _{t}={\text{tr}}\left(-{\frac {i}{\hbar }}\int _{t_{0}}^{t}dt'{\hat {A}}_{I}(t)[{\hat {B}}_{I}(t'),\rho _{I}(t_{0})]\lambda (t')\right)=-{\frac {i}{\hbar }}\int _{t_{0}}^{t}dt'{\text{tr}}\left({\hat {A}}_{I}(t)[{\hat {B}}_{I}(t'),\rho _{I}(t_{0})]\right)\lambda (t')=-{\frac {i}{\hbar }}\int _{t_{0}}^{t}dt'{\text{tr}}\left([{\hat {A}}_{I}(t),{\hat {B}}_{I}(t')]\rho _{I}(t_{0})\right)\lambda (t'),}
där sambandet {\displaystyle {\text{tr}}\left({\hat {A}}_{I}(t)[{\hat {B}}_{I}(t'),\rho _{I}(t_{0})]\right)={\text{tr}}\left([{\hat {A}}_{I}(t),{\hat {B}}_{I}(t')]\rho _{I}(t_{0})\right)} följer av spårets cykliska egenskap. Om {\displaystyle t_{0}\rightarrow -\infty } erhålls
{\displaystyle \Delta \langle {\hat {A}}\rangle _{t}=-{\frac {i}{\hbar }}\int _{-\infty }^{\infty }dt'\theta (t-t'){\text{tr}}\left([{\hat {A}}_{I}(t),{\hat {B}}_{I}(t')]\rho _{I}(t_{0})\right)\lambda (t')=-{\frac {i}{\hbar }}\int _{-\infty }^{\infty }dt'\theta (t-t')\langle [{\hat {A}}_{I}(t),{\hat {B}}_{I}(t')]\rangle _{0}\lambda (t'),}
vilket är den slutgiltiga formen för Kuboformeln.

## Egenskaper hosχ(ω){\displaystyle \chi (\omega )}
För att vara fysikaliskt rimlig måste responsfunktionen {\displaystyle \chi (t-t')} vara reell. Dess Fouriertransform {\displaystyle \chi (\omega )} behöver däremot inte vara reell, utan är i allmänhet komplex och brukar av konvention skrivas som
{\displaystyle \chi (\omega )={\text{Re}}[\chi (\omega )]+i{\text{Im}}[\chi (\omega )]=\chi '(\omega )+i\chi ''(\omega ),}
där {\displaystyle \chi '(\omega )} och {\displaystyle \chi ''(\omega )} betecknar real- respektive imaginärdelen av responsfunktionen {\displaystyle \chi (\omega )}.

### Reaktiva responsdelenχ′(ω){\displaystyle \chi '(\omega )}
Den reella delen {\displaystyle \chi '(\omega )} av responsen brukar kallas för den reaktiva responsdelen och kan skrivas som
{\displaystyle \chi '(\omega )={\frac {1}{2}}(\chi (\omega )+\chi ^{*}(\omega ))={\frac {1}{2}}\int _{-\infty }^{\infty }dt\chi (t)[e^{i\omega t}+e^{i-\omega t}]={\frac {1}{2}}\int _{-\infty }^{\infty }dte^{i\omega t}[\chi (t)+\chi (-t)].}
Notera att det från ovanstående uttryck följer att {\displaystyle \chi '(-\omega )=\chi '(\omega )}, det vill säga den reella delen av responsfunktionen i frekvensdomänen är en jämn funktion. Den beror också symmetriskt på {\displaystyle \chi (t)} och {\displaystyle \chi (-t)}.

### Absorptiva/dissipativa responsdelenχ″(ω){\displaystyle \chi ''(\omega )}
Den imaginära delen {\displaystyle \chi ''(\omega )} av responsen brukar kallas för den absorptiva eller dissipativa responsdelen och kan skrivas som
{\displaystyle \chi ''(\omega )=-{\frac {i}{2}}(\chi (\omega )-\chi ^{*}(\omega ))=-{\frac {i}{2}}\int _{-\infty }^{\infty }dt\chi (t)[e^{i\omega t}-e^{-i\omega t}]=-{\frac {i}{2}}\int _{-\infty }^{\infty }dte^{i\omega t}[\chi (t)-\chi (-t)].}
Notera att det från ovanstående uttryck följer att {\displaystyle \chi ''(-\omega )=-\chi ''(\omega )}, det vill säga den imaginära delen av responsfunktionen i frekvensdomänen är en udda funktion. Den beror också asymmetriskt på {\displaystyle \chi (t)} och {\displaystyle \chi (-t)}. Den absorptiva eller dissipativa responsdelen är nollskild endast om responsfunktionen {\displaystyle \chi (t)} inte är invariant under transformationen {\displaystyle t\rightarrow -t}. Således är {\displaystyle \chi ''(\omega )} direkt kopplat till tidspilen. Den beskriver hur mycket energi systemet absorberar eller dissiperar till följd av en störning.

## Kramers–Kronig-relationerna
Kausalitet innebär att responsfunktionen {\displaystyle \chi (t)} måste uppfylla kravet {\displaystyle \chi (t)=0} för {\displaystyle t<0}. Detta får följder även för den Fouriertransformerade responsfunktionen {\displaystyle \chi (\omega )}. Relationen mellan dem ges av
{\displaystyle \chi (t)=\int _{-\infty }^{\infty }{\frac {d\omega }{2\pi }}e^{-i\omega t}\chi (\omega ).}
Om {\displaystyle t<0} kan integralen utvärderas genom en konturintegral som utsträcker sig i den övre halvan av det komplexa talplanet. Eftersom {\displaystyle \chi (t)=0} för {\displaystyle t<0}, måste {\displaystyle \chi (\omega )} sakna poler i den övre halvan av det komplexa talplanet.
| Kausalitetskrav {\displaystyle \chi (\omega )} är analytisk för {\displaystyle {\text{Im }}\omega >0} |
Detta kausalitetskrav medför att {\displaystyle \chi '(\omega )} och {\displaystyle \chi ''(\omega )} inte är helt oberoende av varandra. Istället är de direkt relaterade till varandra genom de så kallade Kramers–Kronig-relationerna:
| Kramers–Kronig-relationerna {\displaystyle {\text{Re }}\chi (\omega )={\mathcal {P}}\int \limits _{-\infty }^{+\infty }{\frac {d\omega '}{\pi }}{\frac {{\text{Im }}(\omega ')}{\omega '-\omega }}} {\displaystyle {\text{Im }}\chi (\omega )=-{\mathcal {P}}\int \limits _{-\infty }^{+\infty }{\frac {d\omega '}{\pi }}{\frac {{\text{Re }}(\omega ')}{\omega '-\omega }}} |
där {\displaystyle {\mathcal {P}}} betecknar principalvärdet av integralen.

## Fluktuation-dissipationsteoremet
Kuboformalismen är direkt kopplad till fluktuation-dissipationsteoremet, som innebär att brusspektrumet {\displaystyle S_{A}(\omega )=\langle {\hat {A}}(\omega ){\hat {A}}(\omega ')\rangle _{0}} i en viss observabel vid jämvikt är direkt relaterad till responsfunktionen:
| Fluktuation-dissipationsteoremet {\displaystyle S_{A}(\omega )=\hbar \coth \left({\frac {\hbar \omega }{2k_{B}T}}\right){\text{Im }}\chi (\omega )} |